# Hanns Hubertus Graf von Merveldt
Hanns Hubertus Graf von Merveldt (* 24. März 1901 in Coesfeld; † 6. Oktober 1969 in Hamburg) war ein deutscher Maler. Kunsthistorisch ist von Merveldt der Verschollenen Generation und dem Expressiven Realismus zuzurechnen.

## Frühe Jahre
Hanns Hubertus Graf von Merveldt entstammt einem westfälischen Adelsgeschlecht. Er war ein Sohn von Reinhard Graf von Merveldt (1870–1942) und dessen Ehefrau Alice von Beck (1876–1946), Tochter der Eugenie Gruber und des Generalleutnants Richard von Beck. Merveldt hatte mehrere Geschwister, Gisbert (1897–1951) war Polizeioffizier, Egon (1899–1943) wurde Staatswissenschaftler und lebte in der Niederlausitz. Die Schwester Alice-Elisabeth heiratete Timo Freiherr von Schorlemer, Miriam den Alhard Freiherr von Ketteler, u. a. Leiter einer Strafanstalt.
Nach dem Abitur und einer einjährigen Anstreicherlehre begann Hanns Hubertus Graf von Merveldt 1921 das Studium an der Akademie der Bildenden Künste in Karlsruhe und war dort Meisterschüler von August Babberger (1885–1936), dessen künstlerische Grundhaltung von seinem Lehrer Augusto Giacometti durch die Orientierung an Ferdinand Hodler, Cuno Amiet und die Künstler der Brücke, insbesondere an Ernst Ludwig Kirchner bestimmt wurde.

## Berliner Jahre
Nach dem Studium ließ sich Merveldt als freischaffender Künstler in Berlin nieder. Schnell erhielt er die Möglichkeit, eines seiner Werke auszustellen, und er machte die Bekanntschaft von Franz Hartmann (1886–1955), dem Sekretär der Berliner Secession, der ihn ab 1927 finanziell förderte.
1926 und 1927 unternahm der Künstler zwei Italienreisen und ließ sich anschließend für vier Jahre in Paris nieder. 1930 kehrte er für kurze Zeit nach Berlin zurück und war auf der Herbstausstellung der Berliner Secession mit drei Werken vertreten. Nach der Beteiligung an einer Ausstellung im Künstlerhaus in der Bellevuestraße im Januar 1931 nahm Merveldt an der Jahresausstellung der Preußischen Akademie der Künste teil. Diese Ausstellungsbeteiligung und viele weitere verhalfen dem Künstler in der nächsten Zeit zu zunehmender Bekanntheit. 1932 gewann er schließlich den „Großen Staatspreis“ der Berliner Akademie. 1932/33 wurde er für einen Aufenthalt in der Villa Massimo in Rom ausgewählt, den er wegen eines tätlichen Angriffs auf seinen Malerkollegen Felix Nussbaum vorzeitig abbrechen musste.
Auf der Herbstausstellung 1935 der Preußischen Akademie der Künste war Merveldt mit dem Bild „Nacht am Kai“ vertreten. Für diese Arbeit erhielt er im selben Jahr anlässlich der Jahresausstellung des Westfälischen Kunstvereins in Münster den Kunstpreis. Außerdem kam aus Pittsburgh eine Einladung, sich an der International Exhibition of Contemporary Painting im Carnegie Institute zu beteiligen, was ihn in eine Reihe mit den ebenfalls aufgeforderten Künstlern Otto Dix, Karl Hofer, Max Pechstein, Georg Schrimpf und Werner Scholz stellte. Merveldt war noch weitere vier Jahre und dann noch einmal im Jahr 1950 auf dieser internationalen Ausstellung vertreten. 1944 erfüllte Merveldt als Major den Auftrag, Marinestationen des Westwalls auf Leinwand festzuhalten. Während der NS-Zeit wurde Merveldts Kunst ab 1937 zeitweilig als entartet bezeichnet.

## Nachkriegszeit
Im Sommer 1948 siedelte Merveldt nach Hamburg um. In der Folgezeit entstand dort eine Serie von Bildern mit Motiven aus dem Hamburger Hafen. Im selben Jahr fand in der „Galerie der Jugend“ in Hamburg seine erste Einzelausstellung nach dem Kriege statt. Es folgten Ausstellungen bei der Secession in München sowie, wieder in Hamburg, eine Gruppenausstellung mit nachexpressionistischer Kunst, u. a. mit Hofer, Pechstein, Heckel, Mueller und Hagedorn.
Merveldt war seit 1949 verheiratet mit Erika (genannt Eka) geb. Müller (1911–1997).
In den Jahren zwischen 1958 und 1964 beteiligte sich Merveldt noch an zahlreichen Ausstellungen. Er hielt sich in dieser Zeit häufig in Spanien auf und zog sich schließlich vom inzwischen von der abstrakten Malerei dominierten Ausstellungsbetrieb zurück.

## Merveldt Galerie in Schloss Lembeck
Eine neue Galerie mit Bildern des Malers wurde im Untergeschoss des Herrenhauses von Schloss Lembeck eingerichtet; Hanns Hubertus Graf von Merveldt entstammt einer Nebenlinie der Familie der Schlossbesitzer. Die ständige Ausstellung zeigt einen Querschnitt seines Schaffens. Merveldt war, wie andere vor ihm, fasziniert von der Lichtfülle und den Farben des Südens, die sich in vielen seiner Stillleben, figürlichen Kompositionen und Porträts wiederfinden und mit den gedämpften Farben des Nordens kontrastieren.

## Genealogie
- Gothaisches Genealogisches Taschenbuch der Gräflichen Häuser. Zugleich Adelsmatrikel der D.A.G. Teil A (Uradel). 1942. 115. Jg., Justus Perthes, Gotha 1941, S. 353–357. Online
- Hans Friedrich von Ehrenkrook. Et. al.: Genealogisches Handbuch der Gräflichen Häuser. A. (Uradel). Band II, Band 10 der Gesamtreihe GHdA, Hrsg. Deutsches Adelsarchiv. C. A. Starke Verlag, Glücksburg (Ostsee) 1955, ISSN 0435-2408, S. 294–302.
- Walter von Hueck. Et. al.: Genealogisches Handbuch der Gräflichen Häuser. A (Uradel). 1970. Band VI, Band 47 der Gesamtreihe GHdA, Hrsg. Deutsches Adelsarchiv, C. A. Starke Verlag, Limburg an der Lahn 1970, ISSN 0435-2408, S. 247 ff.